# Полтавский завод газоразрядных ламп
У грл есть дргие значения ГРЛ значения
Полтавский завод газоразрядных ламп (укр. Полтавський завод газорозрядних ламп) — промышленное предприятие в Киевском районе города Полтава, единственное предприятие Украины, имеющее замкнутый цикл производства ламп общего и специального назначения, а также комплектующих к ним.Ранее вблизи завода функционировал УНИИИС- Украинский научно исследовательский институт источников света, с опытно- промышленным цехом.В честь него назвали микрорайон грл (полтава). Сейчас функционирует только цех по производству кварцевого стекла (Полтавский завод кварцевого стекла). 

## История

### 1961—1991
Строительство завода началось в 1961 году, в 1963 году предприятие было введено в эксплуатацию и в апреле 1963 года дало первую продукцию (люминесцентные лампы и стартёры).
В 1966 году завод начал выпуск дуговых ртутно-кварцевых ламп высокого давления.
В 1972 году завод выполнил специальный заказ на изготовление 7 тысяч ламп для Кремлёвского Дворца съездов.
В 1975—1976 годы завод первым в СССР освоил производство натриевых ламп высокого давления, в ходе модернизации производственных мощностей на предприятии было установлено оборудование производства фирмы TUNGSRAM и TISSA ВНР.
В 1981 году завод включал в себя стекольный, энергетический и 4 сборочных цеха (люминесцентных ламп, ламп ДРЛ, ламп ДНаТ, стартёров), а также участки (картонажный, товаров народного потребления и несколько вспомогательных).
К началу 1982 года продукция завода поставлялась на экспорт в более чем 30 стран мира.
В 1983 году завод выпустил максимальный объём продукции за всё время существования предприятия: около 37 млн люминесцентных ламп, около 1 млн натриевых ламп и 20 млн стартеров.
В 1986 году оборудование завода прошло очередную модернизацию. Расширилась линейка выпускавшихся натриевых ламп.
По состоянию на начало 1989 года, завод являлся крупнейшим предприятием СССР в соответствующей отрасли (стоимость выпускаемой предприятием продукции составляла почти 80 млн. рублей в год, завод обеспечивал почти 30 % от объёмов производства газоразрядных ламп в СССР). На заводе действовали автоматизированная система управления предприятием и более 40 комплексно-автоматизированных и механизированных линий из почти 900 единиц оборудования (в том числе, две автоматизированные линии производства ВНР, построенные для завода по программе производственной кооперации стран СЭВ). Помимо СССР, продукция завода экспортировалась в 50 иностранных государств.
На балансе предприятия находились объекты социальной инфраструктуры: поликлиника, реабилитационно-диагностический центр, пионерский лагерь «Рассвет».
В 1990 году численность работников предприятия составляла 4200 человек.

### После 1991
С середины 1991 года при непосредственном участии УНИИИС , вдохновленный зарубежным опытом, завод начал опытно-промышленное и серийное производство натриевых ламп ДНаС-210 для прямой замены ртутных ламп ДРЛ-250 в те же светильники . Производство этих ламп продолжалось до середины 1996 года.
С начала 1992 до 1995 года хозяйственное положение завода оставалось стабильным.
В мае 1995 года Кабинет министров Украины включил завод в перечень предприятий, подлежащих приватизации в течение 1995 года.
В ноябре 1995 года завод был преобразован в открытое акционерное общество, полным собственником 100 % акций которого стало государство. В дальнейшем, часть акций была выделена для льготной продажи сотрудникам предприятия, а также для продажи иным гражданам Украины за приватизационные и компенсационные сертификаты, контрольный пакет в размере 51 % акций изначально планировалось продать на некоммерческом конкурсе под инвестиционные обязательства. Весной 1996 года Фонд государственного имущества Украины поручил продажу акций ОАО «Полтавский завод газоразрядных ламп» западным консалтинговым агентствам (которые поставленную задачу не выполнили).
В июне 1996 года Кабинет министров Украины принял решение о приватизации завода в соответствии с индивидуальным планом приватизации предприятия.
В августе 1997 года завод был включён в перечень предприятий, имеющих стратегическое значение для экономики и безопасности Украины.
По состоянию на апрель 1998 года, количество работников завода сократилось до 2400 человек (из которых на постоянной основе были трудоустроены около 1500 человек), объёмы производства сократились в 5 раз по сравнению с 1990 годом, однако завод полностью сохранил советские производственные мощности (в том числе, поликоровое производство и цех специального технологического оборудования) и имел возможность выпускать люминесцентные лампы мощностью от 20 до 80 Вт, дуговые ртутно-кварцевые лампы мощностью 250 и 400 Вт, натриевые лампы высокого давления мощностью от 70 до 400 Вт, галогенные лампы мощностью от 20 до 60 Вт, стартеры для люминесцентных ламп, электровакуумное и кварцевое стекло.
В сентябре 2001 года в результате процедуры санации предприятия ОАО «Полтавский завод газоразрядных ламп» было преобразовано в общество с ограниченной ответственностью.
После года простоя, в конце января 2002 года завод возобновил производство. Было установлено оборудование КНР , поликоровый цех был закрыт .
Начавшийся в 2008 году экономический кризис и вступление Украины в ВТО (вслед за которым увеличился импорт осветительных ламп иностранного производства) осложнили положение завода, началось сокращение работников, к началу декабря 2010 года только задолженность по заработной плате сотрудникам предприятия увеличилась до 1 млн. гривен. К концу января 2011 года завод стал крупнейшим должником среди экономически-активных предприятий Полтавской области (общая сумма задолженности завода составила 1,792 млн гривен).
По состоянию на 1 сентября 2012 года, количество работников предприятия составляло 98 человек, производство практически остановилось.
По состоянию на начало 2014 года, завод стал банкротом. После банкротства, был выкуплен цех по производству кварцевого стекла, сейчас он считается Полтавским заводом кварцевого стекла.